# Access Industries
Access Industries, Inc. es un grupo industrial multinacional estadounidense de capital privado. Fue fundado en 1986 por el empresario Leonard "Len" Blavatnik, que también es su presidente. Access se centra en cuatro áreas industriales: recursos naturales y productos químicos, medios de comunicación y telecomunicaciones, capital riesgo y bienes inmuebles. El grupo invierte en Estados Unidos, Europa, Israel y América Latina. Su sede central está en Nueva York, con oficinas adicionales en Londres y Moscú.

## Historia
Len Blavatnik fundó Access Industries en 1986 como empresa de inversión. Asistió a la Escuela de Negocios de Harvard mientras dirigía la empresa de forma paralela, y se graduó con un MBA en 1989. Entre sus primeras inversiones, Access Industries ayudó a formar el gran productor de aluminio SUAL en 1996, que posteriormente pasó a formar parte de UC RUSAL. En 1997, Access adquirió una participación del 40% en la petrolera rusa TNK. La mitad de TNK se vendió a British Petroleum (BP) para formar TNK-BP en 2003, en lo que fue la mayor inversión extranjera en una empresa rusa. En 2013, Rosneft adquirió TNK-BP por 55.000 millones de dólares, Access Industries vendió su participación y Blavatnik cobró 7.000 millones de dólares por su parte de la empresa petrolera.
Access compró una gran participación en la marca de moda Tory Burch en 2004. En 2006, Access Industries tomó una participación estimada del 70% en Top Up TV, un servicio de televisión de pago en el Reino Unido que vendió su negocio de abonados a Sky en 2013. En 2007, Access Industries adquirió una participación mayoritaria en la empresa de medios deportivos Perform Group. También ese año, Access se convirtió en propietario de Acision, una empresa de software centrada en sistemas de mensajería. Acision fue adquirida por Comverse, Inc. en 2015. A partir de 2010, Access mantuvo la propiedad de empresas como Icon Film Distribution UK, Perform Group, Top Up TV, Amedia, RGE Group y Warner Music Group (WMG). El 20 de julio de 2011, Access adquirió Warner Music Group por 3.300 millones de dólares.
Access Industries ha realizado diversas contribuciones a candidatos políticos en elecciones locales, estatales y nacionales en Estados Unidos. En mayo de 2015, Access Industries lanzó Access Entertainment, una división dirigida por el antiguo jefe de la BBC Television, Danny Cohen, que se especializa en invertir en el sector de los medios de entretenimiento. Tras invertir en Facebook antes de su salida a bolsa, Access abandonó sus participaciones en Facebook a finales de 2015.

## Participaciones actuales
A partir de 2016, Access Industries siguió teniendo participaciones en empresas como UC Rusal, LyondellBasell, Rocket Internet, Warner Music Group y Zalando. En abril de 2017, Access Entertainment adquirió una participación en RatPac Entertainment.